# Itoit
Itoit ist ein extrem selten vorkommendes Mineral aus der Mineralklasse der „Sulfate (und Verwandte, siehe Klassifikation)“. Es kristallisiert im orthorhombischen Kristallsystem mit der idealisierten Zusammensetzung Pb3Ge4+O2(SO4)2(OH)2, ist also chemisch gesehen ein Blei-Germanium-Sulfat mit zusätzlichen Gruppen der Form [GeO2(OH)2]2−.
Itoit ist ein typisches Sekundärmineral und ist als pseudomorphes Umwandlungsprodukt aus Fleischerit durch Oxidation des Germaniums und gleichzeitigen Wasserverlust entstanden. Er bildet ein sehr feinkörniges Gemenge mit Aggregatpolarisation.
Die Typlokalität für Itoit die so genannte erste Oxidationszone der Tsumeb Mine bei Tsumeb, Region Oshikoto, Namibia.

## Etymologie und Geschichte
Im Verlauf der Untersuchung der Geochemie von Germanium in der oberen (ersten) Oxidationszone der germaniumreichen Kupfer-, Blei- und Zinklagerstätte Tsumeb in SW-Afrika ist von Clifford Frondel und June Ito (1957) kurz ein offensichtlich neues germaniumhaltiges basisches Bleisulfat genannt worden. Das gleiche Mineral wurde beim Studium spezieller Germaniumminerale, wie z. B. Stottit, beobachtet. Gelegentlich wird es durch ein weiteres neues Mineral pseudomorph vertreten. Bei dem ersteren Mineral handelt es sich um Fleischerit, dessen von Clifford Frondel und Hugo Strunz verfasste wissenschaftliche Erstbeschreibung 1960 im deutschen Wissenschaftsmagazin „Neues Jahrbuch für Mineralogie, Monatshefte“ erschien. Das zweite Mineral wurde in derselben Veröffentlichung als Itoit (englisch Itoite) beschrieben. Die Autoren benannten es nach dem Professor für Mineralogie und Kristallographie am Institut für Mineralogie der Universität Tokio Tei-ichi Ito (1898–1980). Das Mineral war 1960 – zusammen mit Fleischerit und wie dieser – einstimmig von der International Mineralogical Association (IMA) als neues Mineral anerkannt worden.
Typmaterial für das Mineral wird an der Technischen Universität Berlin (Holotyp, Sammlungs-Nr. 57/1405 am Standort 23-3) aufbewahrt. Es handelt sich um einen feinkörnigen Überzug von Fleischerit und Itoit auf einem Rasen von Plumbojarosit neben Mimetesit auf Dolomit sowie um 60 mg loses Pulver. Weiteres Typmaterial befindet sich in der Sammlung der Harvard University in Cambridge, (Massachusetts), USA, sowie im zur Smithsonian Institution gehörenden National Museum of Natural History, Washington, D.C. (Katalog-Nr. 162597). Dem ehemaligen Kustos der Sammlung der Harvard University Carl Francis zufolge weisen die Itoit-Kristalle im Vergleich mit dem transparenten Fleischerit ein wolkiges Aussehen auf. Schon durch die Untersuchungen von Frondel und Strunz ist deutlich geworden, dass die Brechungsindizes des Itoits viel höher sind als die des Fleischerits. Beim Typmaterial von Harvard handelt es sich vermutlich um eine Mischung aus Itoit und Fleischerit.
Jahre später wies Hans Hermann Otto in der Folge seiner Untersuchungen darauf hin, dass Itoit „keine homogene Phase und als Mineral zu streichen [ist]. Itoit ist ein pseudomorphes Umwandlungsprodukt nach Fleischerit und enthält neben Anglesit mindestens eine weitere Phase“. Darauf aufbauend führten Paul Ramdohr und Hugo Strunz aus, dass „es … sich um eine Pseudomorphose von Anglesit und amorphem PbGeO3 bzw. kristallisiertem PbGe2O5 nach Fleischerit“ handelt. Folgerichtig taucht das „Mineral“ Itoit in allen wichtigen Veröffentlichungen zur Mineralogie der Lagerstätte Tsumeb entweder gar nicht mehr auf oder wird als ungültiges und zu streichendes Mineral erwähnt.
Allerdings ist das Mineral niemals formal diskreditiert worden. In der aktuellen Liste der IMA wird der Itoit als „anerkannt“ geführt.

## Klassifikation
In der veralteten 8. Auflage der Mineralsystematik nach Strunz gehörte der Itoit zur Mineralklasse der „Sulfate, Chromate, Molybdate und Wolframate“ und dort zur Abteilung „Wasserfreie Sulfate ohne fremde Anionen“, wo er gemeinsam mit Anglesit, Baryt und Coelestin in der „Baryt-Reihe“ mit der Systemnummer VI/A.08 steht.
In der zuletzt 2018 überarbeiteten Lapis-Systematik nach Stefan Weiß, die formal auf der alten Systematik von Karl Hugo Strunz in der 8. Auflage basiert, erhielt das Mineral die System- und Mineralnummer VI/B.09-010. Dies entspricht der Abteilung „Wasserfreie Sulfate, mit fremden Anionen“, wo Itoit als einziges Mineral eine unbenannte Gruppe mit der Systemnummer VI/B.09 bildet.
Die von der International Mineralogical Association (IMA) zuletzt 2009 aktualisierte 9. Auflage der Strunz’schen Mineralsystematik ordnet den Itoit ebenfalls in die Abteilung „Sulfate (Selenate usw.) mit zusätzlichen Anionen, ohne H2O“ ein. Diese ist allerdings weiter unterteilt nach der relativen Größe der beteiligten Kationen. Das Mineral ist hier entsprechend seiner Zusammensetzung in der Unterabteilung „Mit ausschließlich großen Kationen“ zu finden, wo es als einziges Mitglied eine unbenannte Gruppe mit der Systemnummer 7.BD.50 bildet.
In der vorwiegend im englischen Sprachraum gebräuchlichen Systematik der Minerale nach Dana hat Itoit die System- und Mineralnummer 30.02.06.01. Das entspricht ebenfalls der Klasse der „Sulfate, Chromate und Molybdate“ und dort der Abteilung „Wasserfreie Sulfate mit Hydroxyl oder Halogen“. Hier findet er sich innerhalb der Unterabteilung „Wasserfreie Sulfate mit Hydroxyl oder Halogen mit (AB)2XO4Zq“ als einziges Mitglied in einer unbenannten Gruppe mit der Systemnummer 30.02.06.

## Chemismus
Frondel und Strunz berichten lediglich über die Resultate einer qualitativen Analyse von Itoit, in deren Folge die Anwesenheit von Blei, Germanium und Sulfat festgestellt wurde. Nach der qualitativen Analyse liegt das Germanium in der vierwertigen Oxidationsstufe vor, weswegen in der Formel Pb : Ge4+ : SO4 im gleichen Verhältnis wie im Fleischerit, also im Verhältnis 3 : 1 : 2 enthalten sein müssen.
Da das Pulverdiagramm von natürlichem Itoit weitestgehend mit demjenigen von Anglesit übereinstimmt, entspricht die Formel von Itoit Pb3[GeO2(OH)2(SO4)2], also derjenigen eines Anglesits, in welchem ein Drittel der [SO4]2−-Tetraeder durch Tetraeder der Form [GeO2(OH)2]2− vertreten sind. Aus der großen Übereinstimmung der Röntgendiagramme des Itoits mit dem des Anglesits schließen Frondel und Strunz, dass die Vertretung der genannten Tetraeder statistisch erfolgt, dass also die vereinfachte Formel für Itoit Pb[(S,Ge)(O,OH)4] lautet, mit (SO4) : (GeO2(OH)2) = 2 : 1.
Itoit war 1960 das weltweit sechste Mineral und für die „Tsumeb Mine“ vierte Mineral mit Germanium als formelwirksamem Bestandteil. Von heute weltweit 33 bekannten germaniumhaltigen Mineralen kommen 18 in der „Tsumeb Mine“ vor, 14 dieser 33 Minerale, also knapp die Hälfte, sind aus der „Tsumeb Mine“ auch erstmals beschrieben worden.

## Kristallstruktur
Itoit kristallisiert orthorhombisch in der Raumgruppe Pnma (Raumgruppen-Nr. 62) mit den Gitterparametern a = 8,47 Å; b = 5,38 Å und c = 6,94 Å sowie vier Formeleinheiten pro Elementarzelle.
Die Kristallstruktur des Itoits entspricht dem Baryt-Strukturtyp, die beiden Minerale Baryt und Itoit sind also isotyp (isostrukturell). Das Pulverdiagramm von natürlichem Itoit stimmt weitestgehend mit dem von Anglesit überein und entspricht dem von auf 300 °C erhitztem Fleischerit.

## Eigenschaften

### Morphologie
Itoit ist ein pseudomorphes Umwandlungsprodukt von Fleischerit und sitzt mit diesem zusammen als Anflug auf den Begleitmineralen. Er zeigt unter dem Mikroskop die für Fleischerit bekannten Formen dieses Ausgangsminerals, nämlich langgestreckte hexagonale Prismen {1120} oder {1010} mit Endflächen, die entweder auf das Basispinakoid {0001} oder eine hexagonale Pyramide zurückgehen. Meist jedoch sind die langgestreckten Fleischerit-Prismen an ihren Enden unregelmäßig abgebrochen.

### Physikalische und chemische Eigenschaften
Die Pseudomorphosen von Itoit nach Fleischerit sind weiß, die Strichfarbe des Minerals ist ebenfalls immer weiß. Die Oberflächen des durchsichtigen Itoits zeigen einen seidenartigen Glanz, was gut mit dem Wert für die mittlere Lichtbrechung übereinstimmt. Dieser Wert beträgt 1,84 bis 1,85. Im durchfallenden Licht ist Itoit farblos und nicht pleochroitisch.
Itoit besitzt keine Spaltbarkeit und ist spröde, wobei zur Tenazität keine Angaben vorliegen. Zur Mohshärte existieren ebenfalls keine Angaben, da sie offensichtlich an den Pseudomorphosen nicht bestimmbar ist. Die berechnete Dichte für Itoit beträgt 6,67 g/cm³. Itoit zeigt weder im lang- noch im kurzwelligen UV-Licht eine Fluoreszenz.

## Bildung und Fundorte
Als sehr seltene Mineralbildung konnte Itoit bisher (Stand 2018) lediglich von einem Fundort beschrieben werden. Als Typlokalität gilt die „Tsumeb Mine“ bei Tsumeb, Region Oshikoto, Namibia, wobei der genaue Fundort innerhalb des Bergwerks auf einer der Sohlen 6 bis 8 (entsprechend einer Teufe von 150 bis 200 m) im Bereich der ersten Oxidationszone liegt. Vorkommen von Itoit in Deutschland, Österreich oder in der Schweiz sind damit nicht bekannt.
Itoit ist ein typisches Sekundärmineral, welches sich in der Oxidationszone einer arsenreichen polymetallischen Buntmetall-Lagerstätte gebildet hat. Itoit kommt in Tsumeb gemeinsam mit Fleischerit als Anflug auf grünem Plumbojarosit und zahlreichen blass olivgrünen Mimetesit-Kriställchen auf einer Matrix aus Dolomit vor.
Er ist aus Fleischerit durch Oxidation des Germaniums und gleichzeitigen Wasserverlust entstanden, wie Frondel und Strunz entsprechend der folgenden Gleichung annehmen:
Pb3Ge2+[(OH)4|(SO4)2]·4H2O + ½O2  → Pb3[Ge4+O2(OH)2(SO4)2] + 5H2O. Bereits Frondel und Strunz weisen darauf hin, dass sich Itoit auch bei längerem Pulverisieren von Fleischerit im Achatmörser bei Luftzutritt bildet.
Nach Hans Hermann Otto ist Itoit hingegen keine homogene Phase und als Mineral zu streichen. Er stellt, wie es bereits Frondel und Strunz formulierten, ein pseudomorphes Umwandlungsprodukt nach Fleischerit dar und enthält neben Anglesit mindestens eine weitere Phase. Allerdings hat sich diese Ansicht nicht durchgesetzt, da Itoit immer noch als anerkanntes Mineral gilt.

## Verwendung
Itoit ist aufgrund seiner Seltenheit ein bei Mineralsammlern begehrtes Mineral, ansonsten aber ohne jede praktische Bedeutung.